# 佐藤寛之 (教育学者)
佐藤 寛之（さとう ひろゆき）は、日本の教育学者。早稲田大学教育学部教授。専門は理科教育学で、日本理科教育学会論文賞受賞。

## 人物・経歴
横浜国立大学大学院教育人間科学研究科修了、修士（教育学）。東京学芸大学附属竹早中学校教諭を経て、東京学芸大学大学院連合学校教育学研究科修了、博士（教育学）。2007年佐賀大学文化教育学部講師。2009年同准教授。2014年山梨県立巨摩高等学校SSH運営指導委員会委員。2016年山梨県立甲府南高等学校SSH運営指導委員会委員。2020年日本理科教育学会論文賞受賞。同年早稲田大学教育・総合科学学術院准教授。2022年同教授。専門は理科教育学、科学教育。